# No puc esperar
No puc esperar (títol original en anglès Can't Hardly Wait) és una pel·lícula dirigida per Harry Elfont i Deborah Kaplan estrenada el 1998 i doblada al català.

## Argument
Els estudiants esperen amb ànsies la nit de graduació, el moment més esperat, tots són presents esperant una gran diversió i una recàrrega hormonal, la qual posa fora de control els estudiants. Preston Miers, ha trobat a la festa de graduació l'oportunitat perfecta per a declarar-li el seu amor a Amanda Beckett, la reina de la promoció, de qui ha estat enamorat tota la secundària. Les divertides històries i estrafolàries vivències que passen cada un dels protagonistes durant la festa, els faran adonar que ha transformat la seva vida cap al futur, per complet.
"No puc esperar" és una tendra i divertida comèdia sobre els somnis i anhels que s'aconsegueixen amb la nostàlgica sortida de l'escola. La llibertat de trencar amb tot i les entremaliadures i bogeries que això desencadena.

## Rebuda
No puc esperar es va estrenar el 12 de juny de 1998 i va guanyar en total 8.025.910 de dòlars en la seva primera setmana La recaptació al mercat dels Estats Units va pujar a 25 milions de dòlars, el doble del seu pressupost. La pel·lícula té una ràtio del 44% al lloc Rotten Tomatoes.

## Repartiment
- Jerry O'Connell: Trip McNelly
- Charlie Korsmo: William Lichter
- Peter Facinelli: Mike Dexter
- Ethan Embry: Preston Meyers
- Jennifer Love Hewitt: Amanda Beckett
- Lauren Ambrose: Denise Fleming
- Seth Green: Kenny Fisher
- Jason Segel: Matt
- Clea DuVall: Jana
- Jenna Elfman: l'Àngel
- Melissa Joan Hart: Noia
- Selma Blair
- Amber Benson: Stephanie